# Jean-Philippe Mendy
Jean-Philippe Mendy (* 4. März 1987 in Élancourt) ist ein französischer ehemaliger Fußballspieler. Der Stürmer, der seine Profikarriere außerhalb seines Geburtslandes bestritt, gewann in Rumänien und Slowenien jeweils den nationalen Meistertitel.

## Karriere
Nach seiner Jugendzeit beim OSC Elancourt, dem von der Fédération Française de Football geförderten FC Versailles bzw. der verbandseigenen Einrichtung Clairefontaine und beim Football Croix de Savoie 74 war Mendy zunächst vereinslos, ehe er im Sommer 2006 bei einem Gastspielauftritt für den Schweizer Klub CS Chênois gegen den rumänischen Verein Dinamo Bukarest den gegnerischen Verantwortlichen auffiel.
Bei Dinamo Bukarest kam Mendy allerdings nicht über die Rolle eines Ergänzungsspielers hinaus, im Sommer 2007 verlieh ihn der zum Meister gewordene Klub für eine Spielzeit an den seinerzeitigen Zweitligisten Petrolul Ploiești. Nach seiner Rückkehr lief er vornehmlich in der zweiten Mannschaft von Dinamo auf. Insbesondere eine Knieverletzung zwang ihn später zu einer längeren Pause, zeitweise war er daher ohne Verein. 2011 schloss er sich dem italienischen Drittligisten SPAL Ferrara in der Lega Pro Prima Divisione an, verletzungsbedingt kam er jedoch auch hier nur teilweise zum Einsatz.
Anfang 2013 wechselte Mendy nach Slowenien, wo er sich dem vom Italiener Rodolfo Vanoli trainierten FC Koper anschloss. Nach einer Halbserie, in der er drei Tore in 13 Spielen geschossen hatte, wechselte er innerhalb der Slovenska Nogometna Liga zum amtierenden Meister NK Maribor. Hier war er schnell Stammspieler und bildete insbesondere mit Nusmir Fajić und Marcos Tavares eine schlagkräftige Offensive. Mit 14 Saisontoren trug er einerseits zur Meisterschaft bei und platzierte sich andererseits unter den besten fünf Torschützen der Liga. Zu Beginn der folgenden Saison qualifizierte er sich mit Maribor für die Gruppenphase der UEFA Champions League. In der Saison 2015/16 wurde er mit 17 Treffern Torschützenkönig.
Im Sommer 2016 verließ Mendy Maribor und wechselte zu Shijiazhuang Ever Bright in die chinesische Super League. Für seinen neuen Klub kam er in 13 Spielen nur zu einem Torerfolg und musste am Saisonende absteigen. Anfang 2017 schloss er sich Baniyas SC in den Vereinigten Arabischen Emiraten an. Am 22. Februar 2018 unterschrieb Mendy einen Vertrag bei NK Slaven Belupo Koprivnica, einem Verein aus Kroatien; dort konnte er in 15 Spielen 4 Tore erzielen. Mitte 2019 wechselte er nach Thailand zum dortigen Erstligisten PT Prachuap FC. In der Thai League gelangen ihm in einem halben Jahr 2 Tore bei 12 Einsätzen. Sein bislang letzter Verein war seit Anfang 2020 der Al-Orooba, ein Verein aus den Vereinigten Arabischen Emiraten. Seit dem 1. Juli 2021 ist Mendy vereinslos.

## Erfolge
- Rumänischer Meister: 2007
- Slowenischer Meister: 2014, 2015
- Slowenischer Supercup: 2014
- Slowenischer Torschützenkönig: 2016
- Thai-League-Cup-Sieger: 2019